# Pałukowie

Pałuki – pierwotny herb Pałuków

Topór – herb Pałuków

Pałukowie (Pałuki, Pałucy) – średniowieczny ród szlachecki wywodzący się z terenów północno-wschodniej części Wielkopolski o nazwie Pałuki. Swoją świetność ród osiągnął w XIV wieku. Dzięki konsekwentnemu wzajemnemu wspieraniu krewnych utrzymywali urzędy powiązane z biskupstwem kujawskim, kolegiatą kruszwicką i województwem kaliskim. Stronnicy Andegawenów i Jagiellonów. 
Główne siedziby to zamek w Gołańczy, zamek w Szubinie, wieża w Danaborzu, Łekno.
- Jakub ze Żnina – arcybiskup gnieźnieński zm. 1148
- Zbylut z Panigrodza – komes zm. po 1153
- Henryk z Rynarzewa – wojewoda kaliski zm. 1339
- Sławnik Świętosławic – kasztelan nakielski zm. po 1339
- Zbylut z Gołańczy – kasztelan nakielski zm. po 1346
- Sławnik Stary – kasztelan rogoziński zm. po 1349
- Wojciech z Łekna – biskup poznański zm. 1355
- Chwał z Werkowa – kasztelan rogoziński zm. 1363
- Maciej z Gołańczy – biskup kujawski zm. 1368
- Zbylut z Łekna (ojciec) - kasztelan ujski w latach 1335-1339
- Zbylut z Łekna (syn) – prepozyt włocławski zm. po 1369
- Zbylut z Wąsosza – biskup kujawski zm. 1383
- Trojan Pałuka – biskup kujawski zm. 1383
- Świętosław z Wąsosza – wojewoda tczewski zm. po 1383
- Sędzwój z Szubina – regent królewski zm. 1403
- Świętosław z Szubina – podkomorzy poznański zm. 1416
- Maciej z Wąsosza – wojewoda kaliski zm. po 1423
- Trojan z Łekna – sędzia prowincji kaliskiej zm. po 1450